# Deklaracija neodvisnosti Moldavije
Deklaracija neodvisnosti Republike Moldavije (romunsko Declarația de independență a Republicii Moldova) je dokument, ki ga je 27. avgusta 1991 sprejel parlament Republike Moldavije po neuspešnem poskusu Avgustovskega državnega udara.

## Ozadje
Dokument trdi, da ima Moldavija »tisočletno zgodovino« in »neprekinjeno državnost« znotraj zgodovinskih in etničnih meja, uradni jezik pa omenja kot »romunski«. Ta ustanovni akt  Republike Moldavije, se v Moldaviji praznuje kot državni praznik ali dan neodvisnosti, ki obeležuje neodvisnost države od Sovjetske zveze.
Izvirni dokument, ki so ga leta 1991 potrdili in podpisali 278 parlamentarnih poslancev, je bil sežgan med protosti, ki so se zgodili med parlamentarnimi volitvami v Moldaviji aprila 2009. Kljub uničenju izvirnega dokumenta je bila njegova vsebina ohranjena in leta 2010 je bil dokument v celoti obnovljen..

## Polemika
Moldavska deklaracija o neodvisnosti jasno in neposredno zahteva moldavsko suverenost nad ozemljem Pridnestrja kot »sestavnega dela zgodovinskega in etničnega ozemlja našega naroda«. To je povzročilo polemike, saj je ta regija leta 1990 razglasila neodvisnost od Moldavske SSR in oblikovala Pridnestrsko moldavsko sovjetsko socialistično republiko (PMSSR); vendar pa jo Sovjetska zveza in Moldavska SSR nista priznali kot legitimne sovjetske republike.